# Combiné nordique à l'Universiade d'hiver de 1964
Pour des articles plus généraux, voir Combiné nordique aux Universiades et Universiade d'hiver 1964.
Navigation
Villars - 1962 Sestrières - 1966
L'épreuve de combiné nordique à l'Universiade d'hiver 1964 s'est déroulé en février 1964. L'épreuve est remportée par Vjatscheslav Drjagin.

## Organisation

### Sites
L'épreuve de saut à ski a eu lieu sur le tremplin de Špindlerův Mlýn (K 86).

## Athlètes

### Participants
Il y a 21 athlètes participants représentant 9 pays.

## Récit de l'épreuve
Takashi Fujisawa remporte l'épreuve de sauts avec des sauts à 60,5 m et 61,5 m.

### Podium
| Épreuves                                        | Or                   | Or            | Argent         | Argent        | Bronze           | Bronze        |
| ----------------------------------------------- | -------------------- | ------------- | -------------- | ------------- | ---------------- | ------------- |
| Tremplin normal - Gundersen résultats détaillés | Vjatscheslav Drjagin | 472,83 points | Stefan Oleksak | 470,42 points | Takashi Fujisawa | 447,93 points |

## Résultats détaillés
| Position | Athlète               | Nation           | Distance (m) | Points | Temps du ski de fond | Points | Total         |
| -------- | --------------------- | ---------------- | ------------ | ------ | -------------------- | ------ | ------------- |
| 1.       | Vjatscheslav Drjagin  | Union soviétique |              |        |                      |        | 472,83 points |
| 2.       | Stefan Oleksak        | Tchécoslovaquie  |              |        |                      |        | 470,42 points |
| 3.       | Takashi Fujisawa      | Japon            |              |        |                      |        | 447,93 points |
| 4.       | Jozef Lupiezówiec     | Pologne          |              |        |                      |        | 444,83 points |
| 5.       | Jindrich Fabian       | Tchécoslovaquie  |              |        |                      |        | 435,36 points |
| 6.       | Tanaka                | Japon            |              |        |                      |        | 422,02 points |
| 7.       | Krysanov              | Union soviétique |              |        |                      |        | 420,84 points |
| 8.       | Lasak                 | Pologne          |              |        |                      |        | 419,06 points |
| 9.       | Wojna                 | Pologne          |              |        |                      |        | 414,70 points |
| 10.      | Nosov                 | Union soviétique |              |        |                      |        | 412,41 points |
| 11.      |                       |                  |              |        |                      |        |               |
| 12.      |                       |                  |              |        |                      |        |               |
| 13.      |                       |                  |              |        |                      |        |               |
| 14.      | Hans-Kurt Hauswirth   | Suisse           |              |        |                      |        | 327,63 points |
| 15.      |                       |                  |              |        |                      |        |               |
| 16.      | Arne Dehli            | Norvège          |              |        |                      |        | 295,49 points |
| 17.      | Jan Petter Devor (de) | Norvège          |              |        |                      |        | 292,16 points |
| 18.      |                       |                  |              |        |                      |        |               |
| 19.      |                       |                  |              |        |                      |        |               |
| 20.      |                       |                  |              |        |                      |        |               |
| 21.      |                       |                  |              |        |                      |        |               |

## Tableau des médailles
| Rang  | Nation           | Or | Argent | Bronze | Total |
| ----- | ---------------- | -- | ------ | ------ | ----- |
| 1     | Union soviétique | 1  | 0      | 0      | 1     |
| 2     | Tchécoslovaquie  | 0  | 1      | 0      | 1     |
| 3     | Japon            | 0  | 0      | 1      | 1     |
| Total | Total            | 1  | 1      | 1      | 3     |